# Cypripedium formosanum
Cypripedium formosanum är en orkidéart som beskrevs av Bunzo Hayata. Cypripedium formosanum ingår i släktet guckuskor, och familjen orkidéer. IUCN kategoriserar arten globalt som starkt hotad. Inga underarter finns listade i Catalogue of Life.

## Bildgalleri

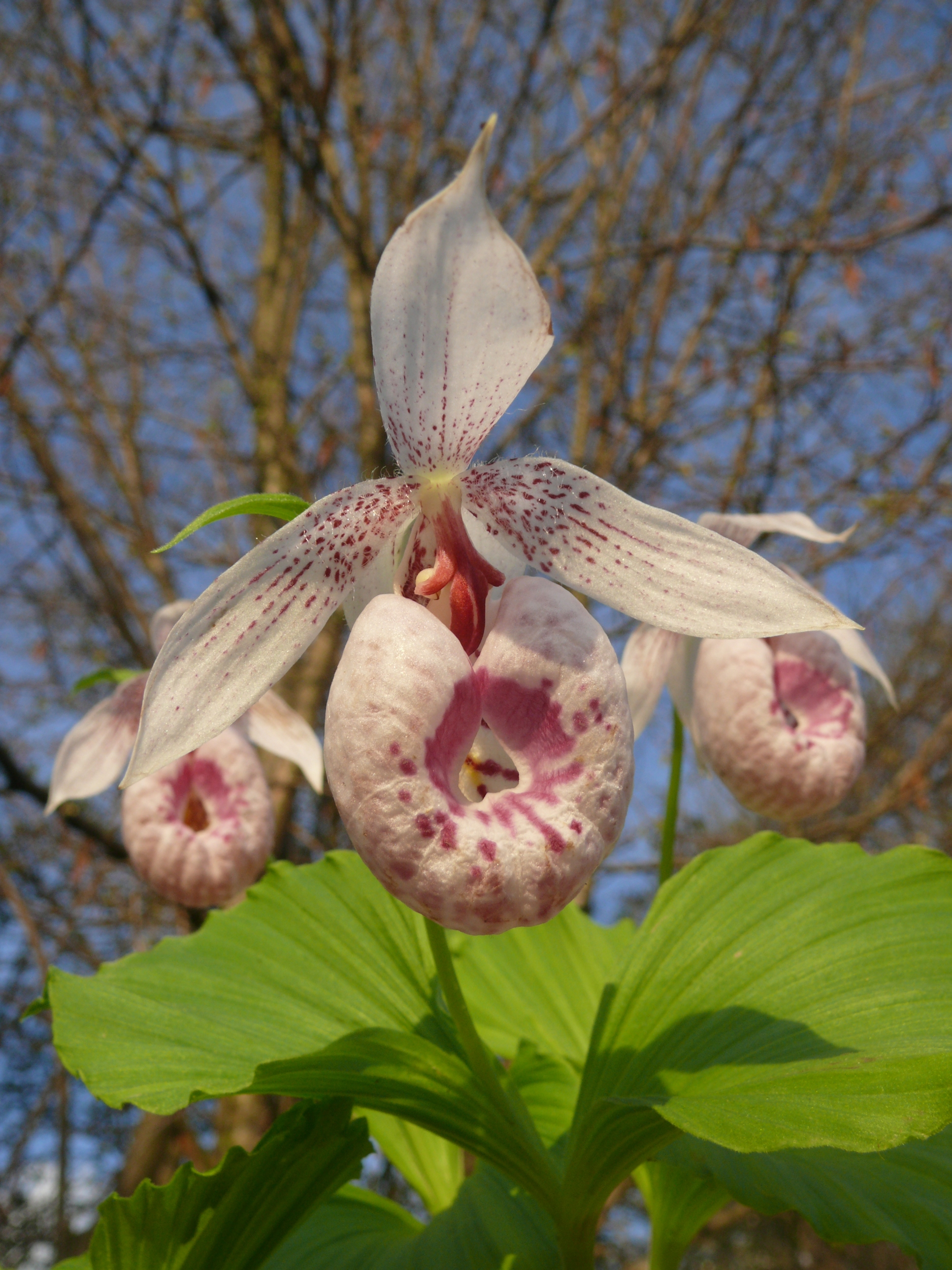
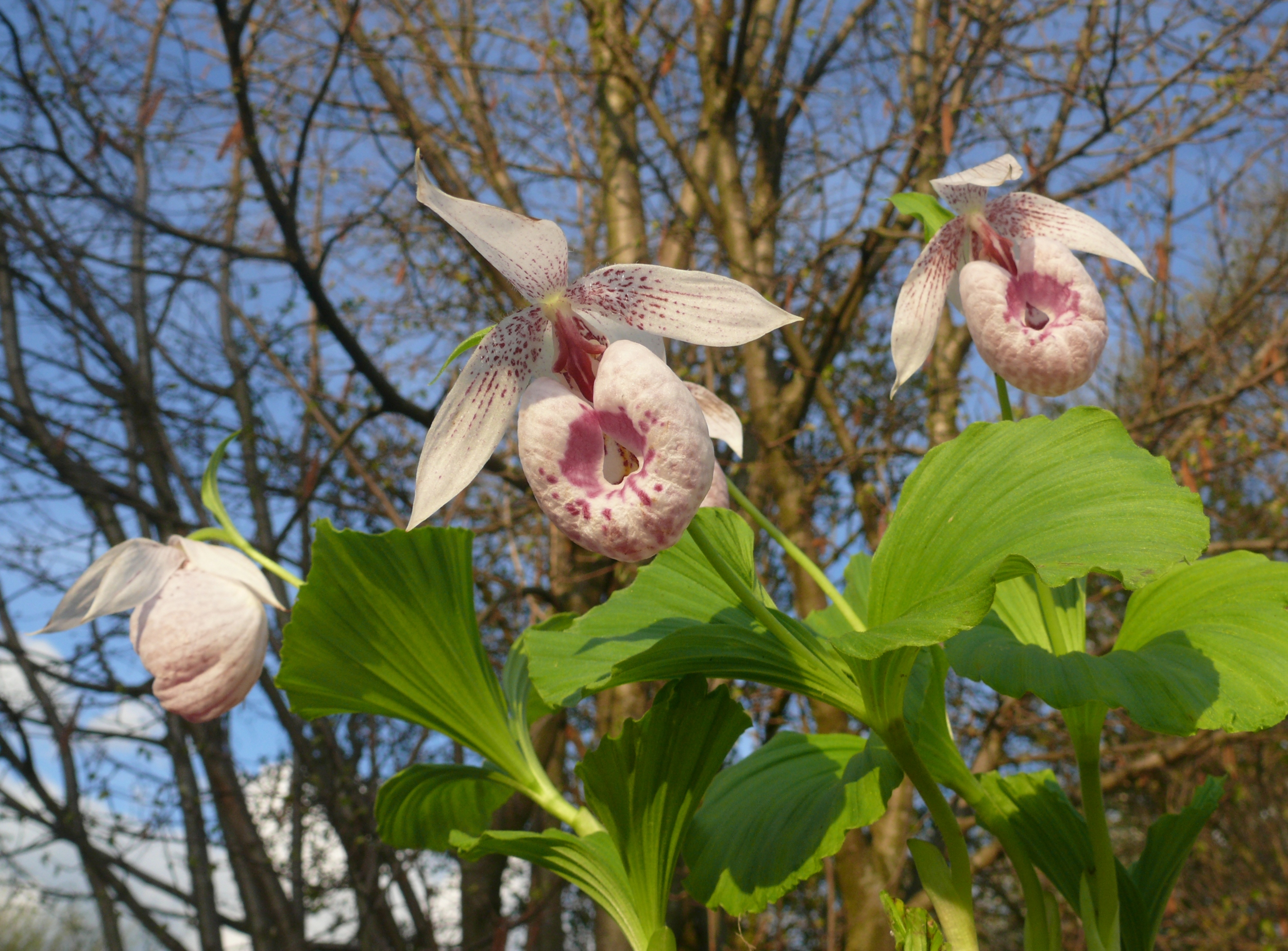
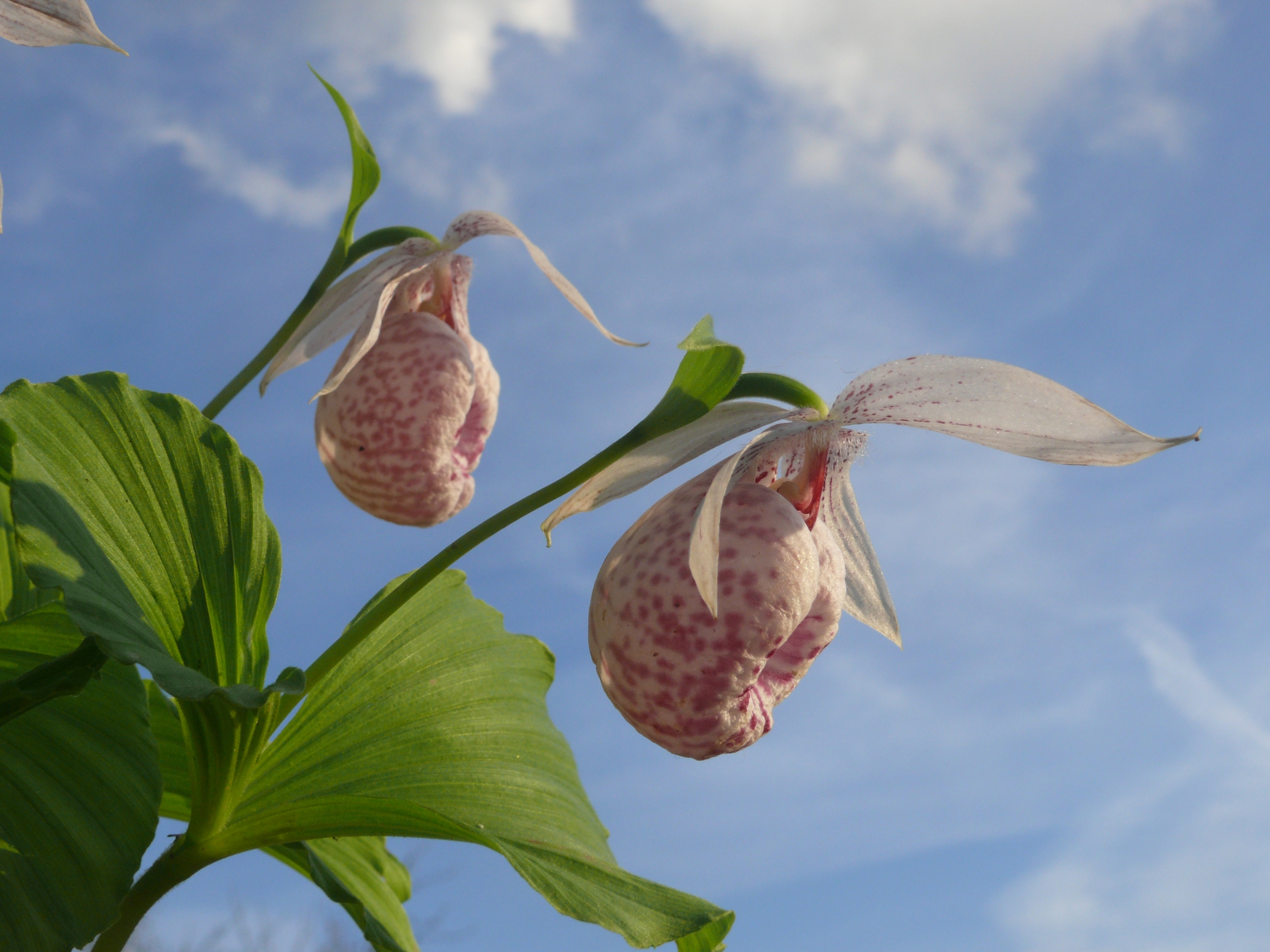
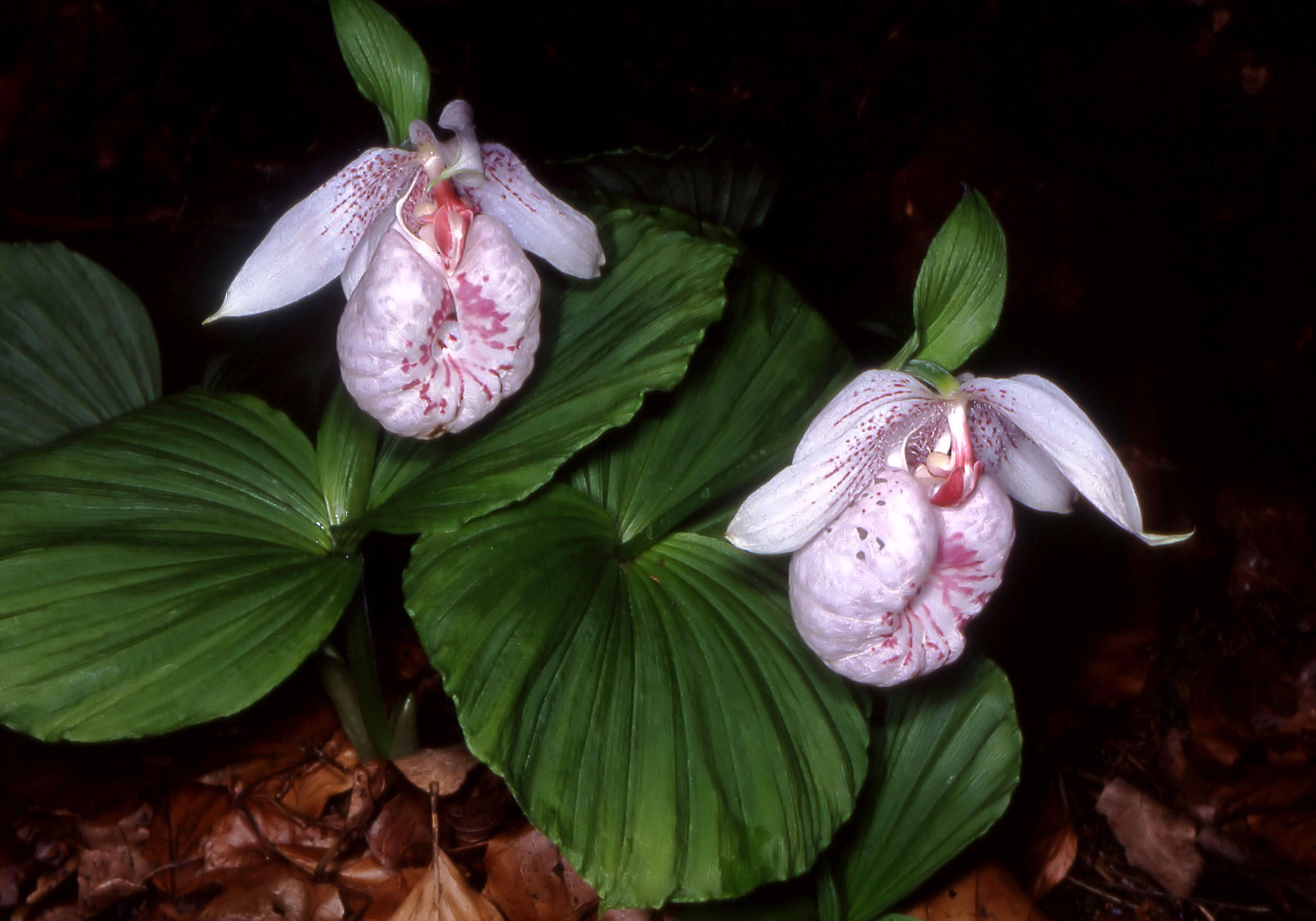
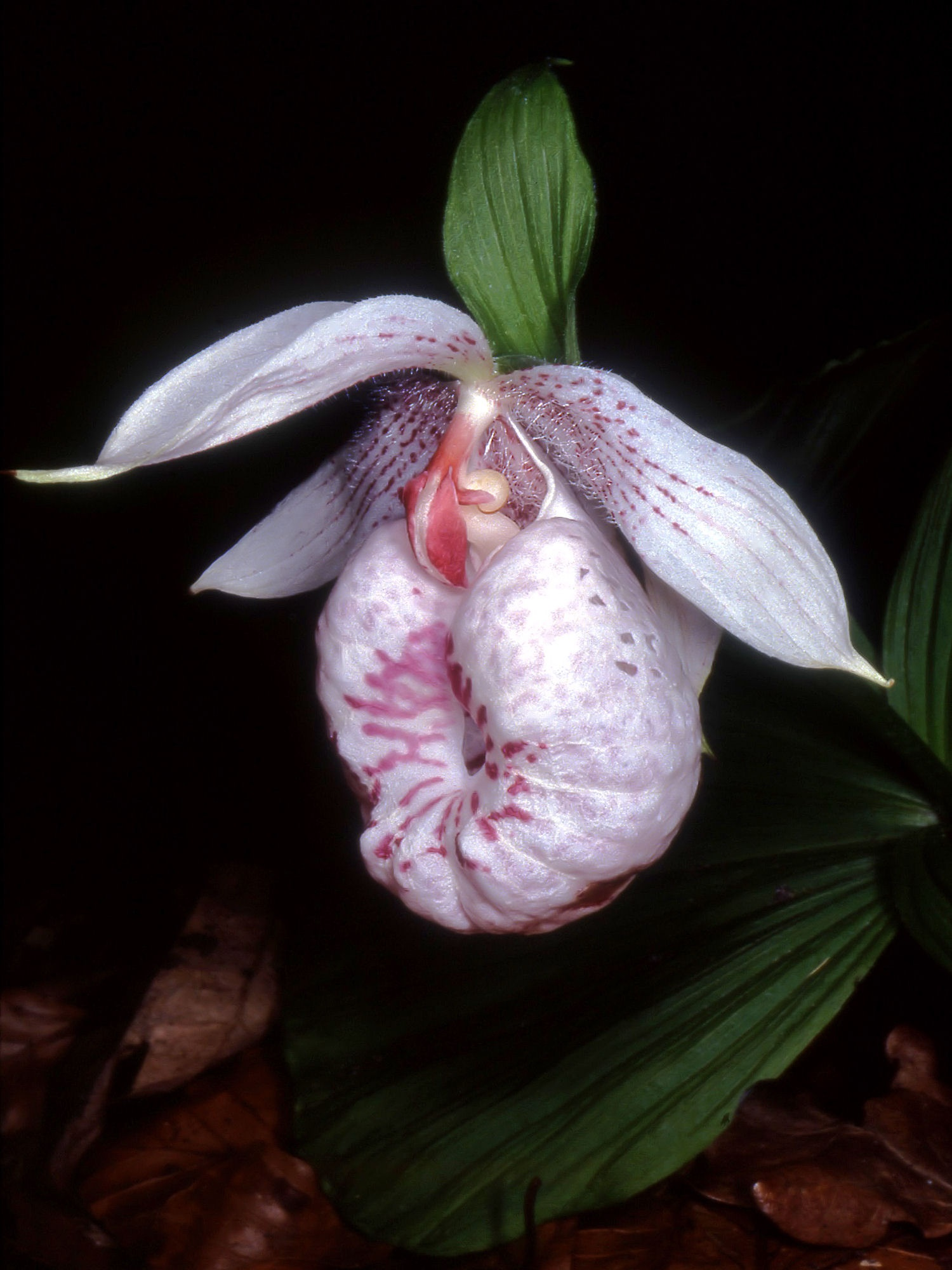